# 李翠枝
李翠枝（1969年10月—），山西阳高人，汉族，无党派人士。中华人民共和国政治人物、第十三届全国人民代表大会内蒙古地区代表。

## 生平
2018年2月24日，当选为第十三届全国人大代表。